# Тимоти (черепаха)

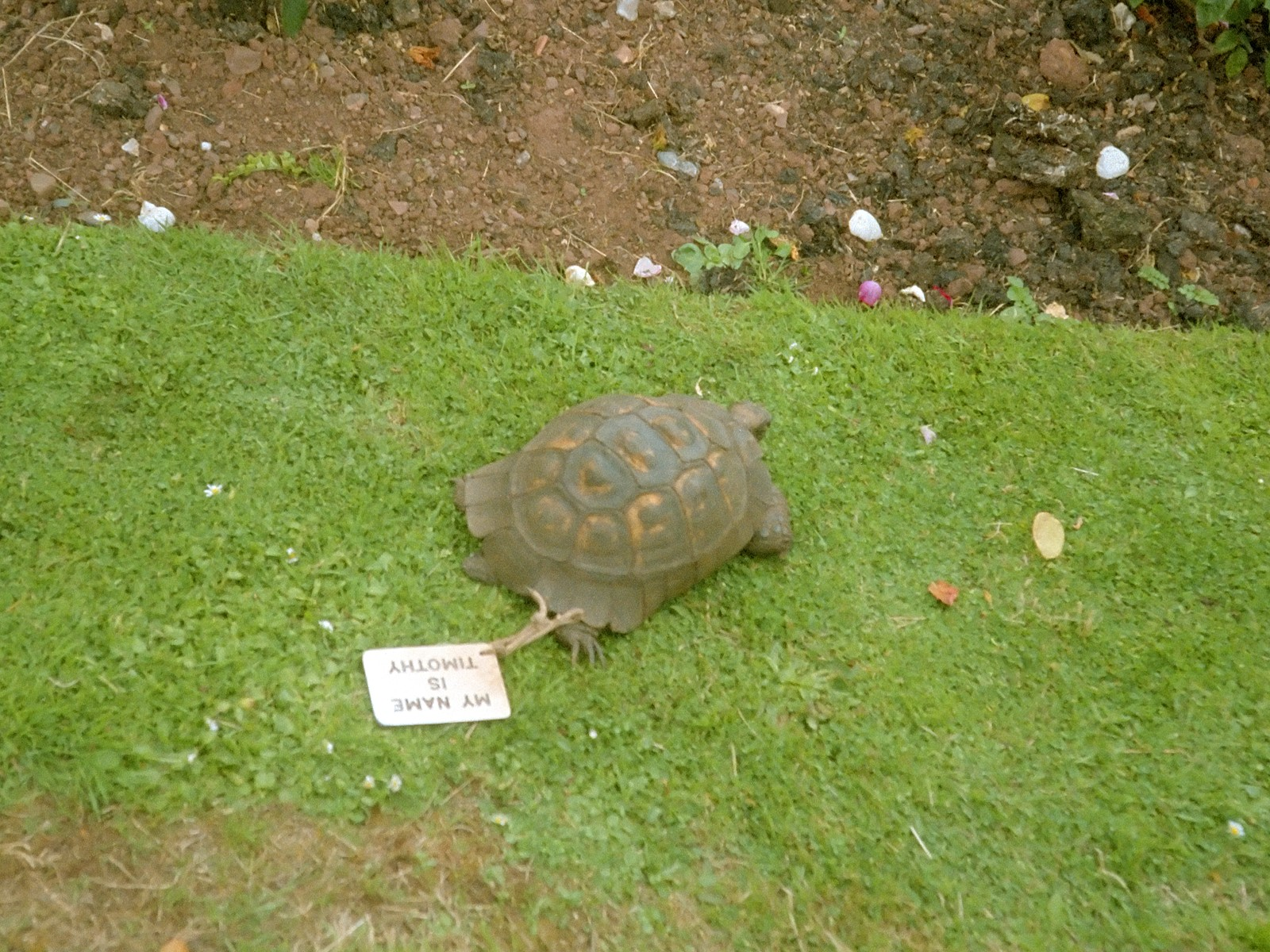
Тимоти в 1993 году. На привязанной табличке надпись: «My name is Timothy. I am very old — please do not pick me up» (Меня зовут Тимоти. Я очень старая — пожалуйста, не поднимайте меня.)

Тимоти (ок. 1839 — 3 апреля 2004) — средиземноморская черепаха, самка, маскот кораблей Королевского военно-морского флота Великобритании. Последний очевидец Крымской войны.
Тимоти была найдена на борту португальского пиратского судна капитаном Джоном Эверардом из рода Куртене (графов Девон) в 1854 году. Она стала талисманом парусника HMS Queen, участвовавшего в бомбардировке Севастополя в Крымскую войну, затем HMS Princess Charlotte и Nankin. 
После списания на берег в 1892 году Тимоти жила в Паудереме, родовом замке графов Девон. Лишь в 1926 году её владельцы обнаружили, что Тимоти не самец, а самка. 
Черепаха умерла 3 апреля 2004 года в ориентировочном возрасте 165 лет и была похоронена в замке. Смерть Тимоти стала важной новостью в ведущих британских СМИ, которые объявили, что умер старейший обитатель Соединённого королевства.